# I concerti live @ RTSI (album Gianni Morandi)
I concerti live @ RTSI è un album live del cantante italiano Gianni Morandi.

## L'album
Il disco si avvale per tutta la parte strumentale e vocale del gruppo Coro degli Angeli e della presenza della cantante Fiordaliso, che duetta con Gianni Morandi nei brani In bicicletta e Poster.
Registrato in presa diretta presso gli studi della televisione Svizzera il 26 aprile 1983 e stampato su CD e DVD dalla Sony Music viene riproposto nel 2009 dalla "Edizioni Master" per la serie "I grandi miti della musica italiana" col titolo Gianni Morandi Live Collection e nel 2013 da NAR International col titolo Gianni Morandi in concerto.

## Tracce
1. Occhi di ragazza – 3:51
2. Buonasera – 4:28
3. Canzoni stonate – 3:51
4. La mia nemica amatissima – 3:50
5. Fumo negli occhi – 2:44
6. Marinaio – 3:59
7. Solo all'ultimo piano – 3:51
8. In bicicletta – 3:40
9. Poster – 5:09
10. Nuova gente – 3:46
11. Un mondo d'amore – 3:09

## Musicisti
- Gianni Morandi – Voce
- Michele Santoro – Chitarra acustica e Tastiere
- Giampaolo Conchedda – Batteria
- Nando Esposito – Basso, Cori
- Pietro Fara – Pianoforte, Tastiere, Cori
- Gigi Camedda – Tastiere, Cori
- Gino Marielli – Chitarra, Cori
- Andrea Poddighe – Cori
- Antonio Poddighe – Cori
- Andrea Parodi – Cori